# 范坡坡
范坡坡 （1985年—），導演。曾為首屆北京同性戀文化節創作舞台劇，拍攝多部同志紀錄片，著有《春光乍洩：百部同志電影全記錄》。